# Matenadaran
O Instituto Mashtots de Manuscritos Antigos (em armênio/arménio:  Մեսրոպ Մաշտոցի անվան հին ձեռագրերի ինստիտուտ (Mesrop Mashtots'i anvan hin dzeragreri institut)), comumente chamado Matenadaran (em armênio/arménio:  Մատենադարանⓘ), é um repositório de manuscritos antigos, um Instituto de Pesquisa e Museu em Erevã, Arménia. Ali se encontra um dos mais ricos depositários do mundo medieval de manuscritos e livros que abrangem uma ampla gama de assuntos, incluindo história, filosofia, medicina, literatura, história da arte e cosmografia escritos em língua arménia e em muitas outras línguas.

## História
A primeira menção do termo matenadaran, que significa "repositório de manuscritos" em armênio, foi registrada nos escritos do século V pelo historiador Lázaro de Farpe, que observou a existência de um repositório na Catedral de Echemiazim, onde textos em língua grega e em armênio eram mantidos. Depois disso, as fontes sobre o assunto são poucas.
Milhares de manuscritos em Armênio foram destruídos ao longo dos séculos X a XV décimo para séculos XV pelos invasores turco- mongóis. De acordo com o historiador armênio medieval, Estêvão Orbeliano, os turcos seljúcidas foram responsáveis pela queima de mais de 10 000 manuscritos armênios em Balaberda em 1170. Em 1441, o acervo matenadaran de Sis, capital do antigo  Reino Arménio da Cilícia, foi transferido para Echemiazim e guardado em monastérios. Como resultado da Arménia ter sido um campo de batalha constante entre duas grandes potências o Matenadaran em Etchmiadzin foi saqueado várias vezes a última das quais em 1804.
A incorporação da Armênia Oriental ao Império Russo no primeiro terço do século XIX trouxe uma situação mais estável para a preservação dos manuscritos restantes. Assim, "uma nova era começou para a Etchmiatzin Matenadaran . Os especialistas culturais arménios obtiveram  novos manuscritos e puderam catalogá-los com mais segurança." Em 1828, curadores do Matenadaran haviam catalogado somente 1.809 manuscritos, mas em 1914 a coleção aumentou para 4.660 manuscritos. Com a deflagração da Primeira Guerra Mundial, todos manuscritos forma mandados para Moscou para serem mantidos em segurança, tendo ali ficado durante a guerra.

## Galeria de fotos

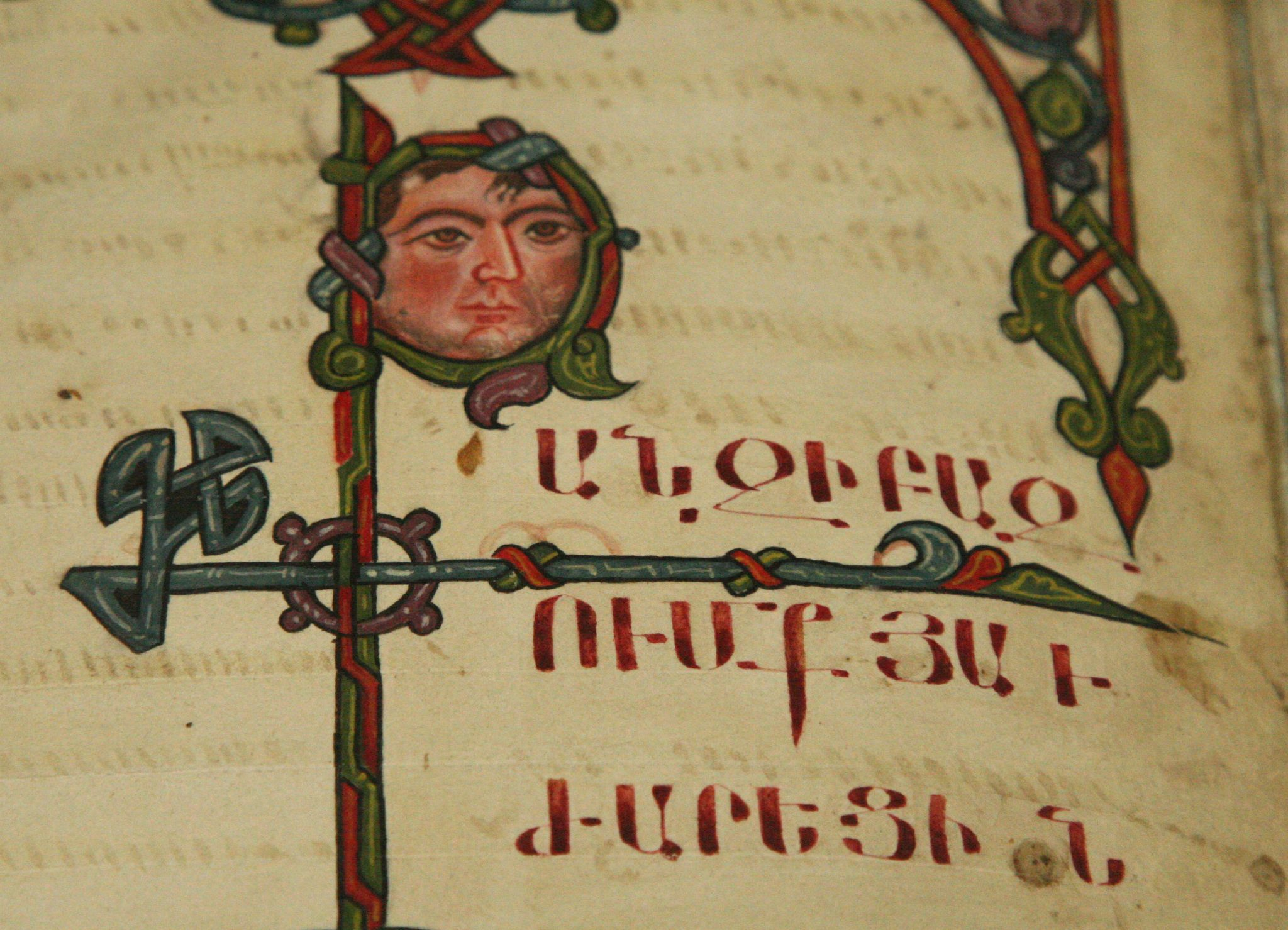
Detalhe de manuscrito
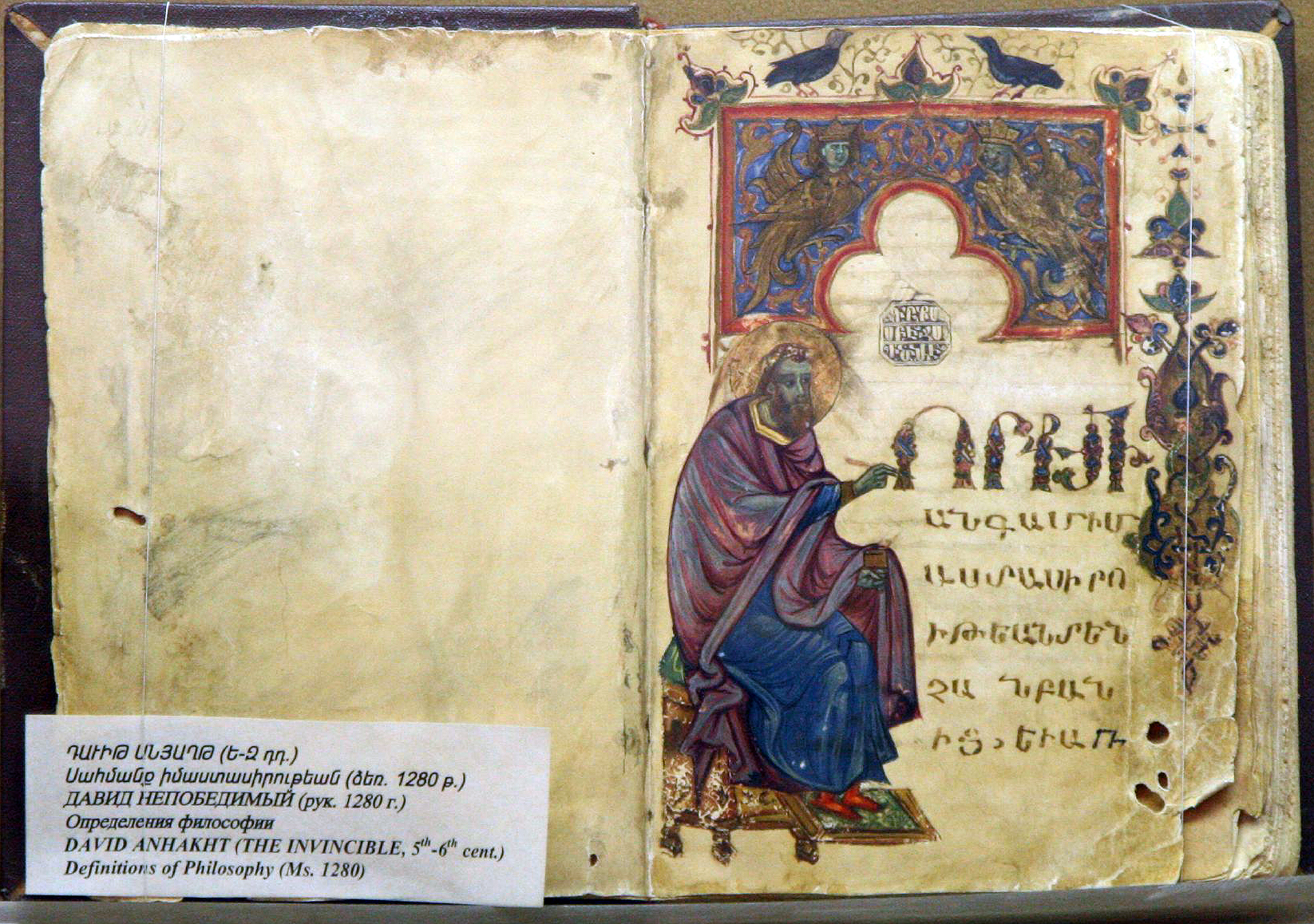
Definições de Filosofia,Sécs. 5º - 6º.
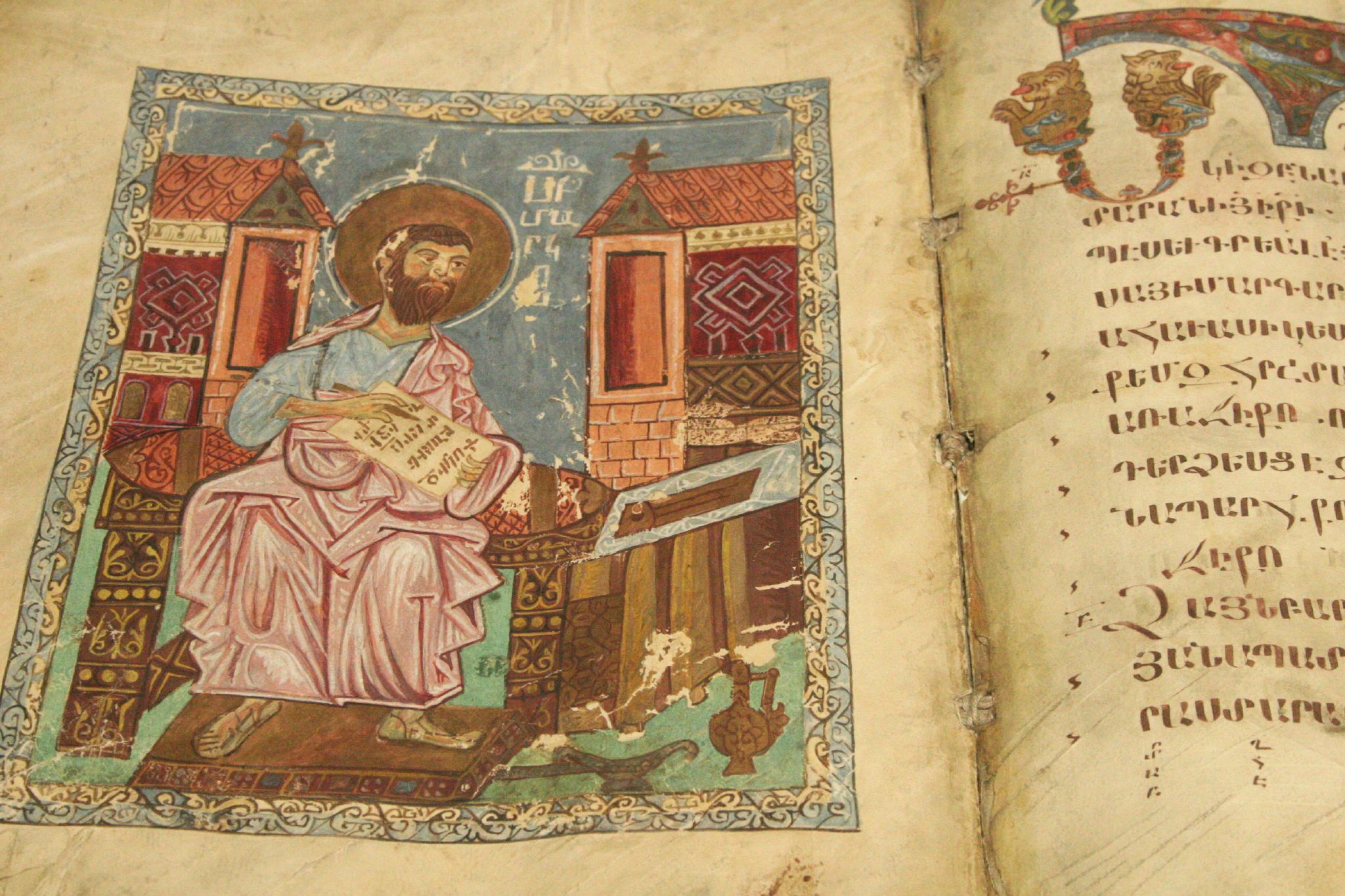
Detalhe ilustração de Manuscrito.